# Kloster Féniers
Das Kloster Féniers (Vallis honestae, Val-Honnête; Notre-Dame de Féniers) ist eine ehemalige Zisterzienserabtei im Département Cantal in der Region Auvergne in Frankreich. Das Kloster liegt in der Gemeinde Condat rund 33 km nördlich von Murat.

## Geschichte
Das Kloster wurde wohl 1173 von Béraud VII. de Mercœur gestiftet und vom Kloster Aiguebelle besetzt (nach anderen Angaben ging die Gründung von Kloster Bellaigue aus). Damit gehörte es der Filiation der Primarabtei Morimond an. Von Féniers ging die Tochtergründung Kloster Le Bouschet-Vauluisant aus. Zu Beginn des 16. Jahrhunderts fiel das Kloster in Kommende. 1686 wurde es wieder aufgebaut. Während der Französischen Revolution fand es 1790 sein Ende. Durch zwei Brände in den Jahren 1857 und 1872 wurde die Anlage weitestgehend zerstört.

## Bauten und Anlage
Erhalten haben sich ruinöse Teile des Abtshauses, des südlichen Kreuzgangflügels und die ursprünglich von einem rechteckigen Chor geschlossene Kirche mit vier Querschiffskapellen vom Ende des 12. bzw. Anfang des 13. Jahrhunderts. Eine Kapelle aus dem Jahr 1830 beherbergt eine Marienstatue aus dem 15. Jahrhundert. Erhalten ist ein Meiereigebäude aus dem 14. Jahrhundert.